# Ясенов (район Собранці)
Ясенов або Ясенів (словац. Jasenov) — село, громада в окрузі Собранці, Кошицький край, Словаччина. Кадастрова площа громади — 7,21 км². Село розташоване на висоті 174 м над рівнем моря. Населення — 314 осіб.(2005).
Вперше згадується 1279 року.

## Населення
| Рік:            | 1994. | 2004.   | 2014.   | 2024.    |
| --------------- | ----- | ------- | ------- | -------- |
| Кількість осіб: | 293   | 319     | 308     | 270      |
| Різниця:        |       | +8,87 % | -3,44 % | -12,33 % |

| Рік:            | 2023. | 2024.   |
| --------------- | ----- | ------- |
| Кількість осіб: | 275   | 270     |
| Різниця:        |       | -1,81 % |

## Інфраструктура
В селі є бібліотека та футбольне поле.

## Пам'ятки
У селі є греко-католицька церква святого пророка Іллі з 1820 року в стилі класицизму.

## Географія
Протікає потік Дреньовець.